# Falsk strubehoste
|  | Sammenskrivningsforslag Artiklen Falsk strubehoste er foreslået føjet ind i Strubehoste. (Siden januar 2014) Diskutér forslaget Kort begrundelse: Se Diskussion:Strubehoste |

Falsk strubehoste (Pseudocroup) er en ubehagelig form for betændelse i halsen eller rettere struben, som skyldes virus. Mange forskellige virus kan forårsage falsk strubehoste. Sygdommen er set blandt alle aldre men optræder dog hyppigst hos børn fra et halvt til fem år

## Forekomst og sygdomsårsag
Hos børn er de anatomiske pladsforhold i struben beskedne og infektion med ødem af slimhinden især under stemmebåndene fører hurtigt til vejrtrækningsproblemer. Enhver øvre luftvejsinfektion kan forårsage en laryngitis subglottica, som falsk strubehoste også kaldes. Sygdommen er hyppigst hos børn indtil skolealderen og ses overvejende i vinterhalvåret på grund af den øgede forekomst af luftvejsinfektioner. Årsagen til infektionen er hyppigst virus (influenza virus), men sekundære bakterielle infektioner ses og forårsager mere udtalte symptomer.

## Symptomer og fund
Symptomerne starter oftest om aftenen eller natten og består i begyndelsen af en hæs stemme, men følges hurtigt af en tør, gøende hoste med forbigående åndenød med hørlig hivende vejrtrækning (stridor Arkiveret 8. januar 2009 hos  Wayback Machine) og indtrækninger af huden over brystbenet. Der ses lettere temperaturforhøjelse. Ved øre-næse-halsundersøgelse findes pudeformede fortykkelser under stemmebåndsniveau. Resten af struben findes upåfaldende.

## Differential diagnoser
En vigtig differentialdiagnose til pseudocroup er epiglottitis acuta (stubelågsbetændelse), da denne skal behandles hurtigt og intensivt. Fremmedlegemer i luftvejene, larynxødem og difteri er andre vigtige differentialdiagnoser.

## Komplikationer
Livstruende respirationsinsufficiens med cyanose og bevidsthedssløring kan forekomme i sjældne tilfælde. Betændelsen og infektionen kan sprede sig længere ned i luftrøret og bronchierne og her forårsage den alvorligere laryngo-tracheo-bronchitis acuta.

## Behandling
Siddende stilling til mindskelse af det hævelsen i slimhinden og høj luftfugtighed i omgivelserne er gavnlige. I lette tilfælde og især, når der er tale om recidiv af pseudocroup kan denne behandling sammen med beroligelse af barnet være tilstrækkelig. Ved sværere tilfælde eller hvis symptomerne optræder for første gang er observation og behandling på en sygehusafdeling nødvendig. Her vil man ud over det nævnte kunne give binyrebarkhormon behandling (steroid) og inhalation med adrenalin. Ved tegn på respirationsinsufficiens med aflukning af luftvejene må intubation eller tracheotomi foretages.

## Prognose
Pseudocroup er generelt en meget godartet sygdom og i de fleste tilfælde ophører sygdomstilfældene i den tidlige skolealder når pladsforholdene i struben øges. Svære tilfælde skal behandles sufficient under indlæggelse og har da ligeledes en god prognose.